# István Hatvani
István Hatvani (1718 – 1786) è stato un matematico ungherese, che scrisse uno dei primi lavori sul calcolo delle probabilità.